# Forszmak

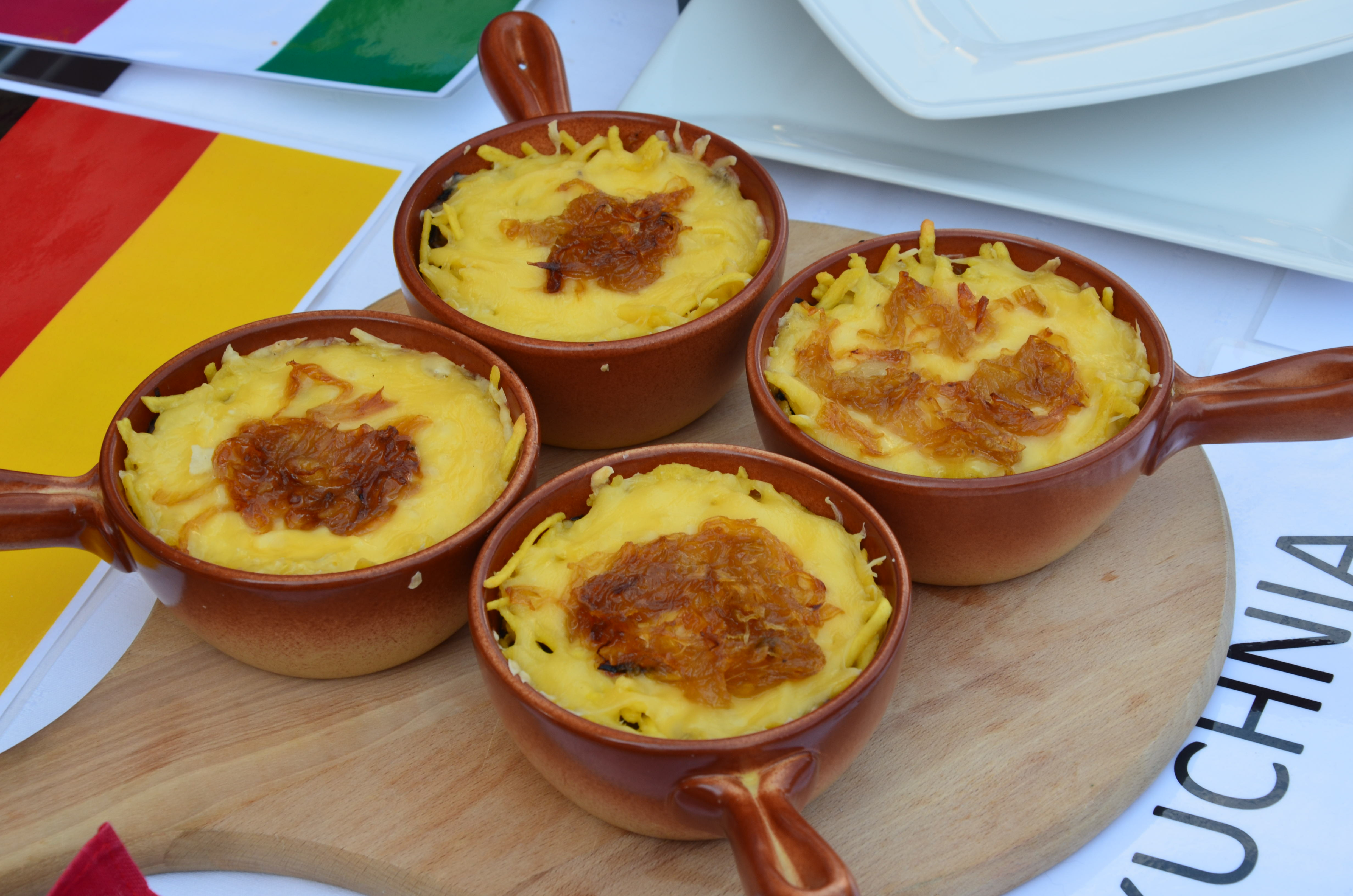
Niemiecka wersja zapiekanego Vorschmacku na bazie wieprzowiny i ziemniaków okraszonych tartym serem i przyrumienioną cebulą

Forszmak (od niem. Vorschmack, Vorgeschmack) – przystawka, najczęściej do głównego dania. 
W zależności od miejsca i czasu może to być np. zapiekanka przygotowywana z ugotowanych ziemniaków, mielonego lub usiekanego mięsa (np. pieczonej cielęciny), siekanych śledzi, tartych jabłek, jaj, z dodatkiem śmietany, masła, tartej cebuli, doprawiona solą, pieprzem i zielem angielskim.
Zapiekankę wykłada się na półmisek do śledzi i ozdabia kawałkami jajka ugotowanego na twardo. Forszmak występuje w książce kucharskiej Lucyny Ćwierczakiewiczowej.
Jedną z wersji jest forszmak lubelski — rodzaj gulaszu, regionalne danie jednogarnkowe podawane przy różnych okazjach bez dodatku ziemniaków.